# Gorka Brit
Gorka Brit Gallego, más conocido como Brit (Lasarte-Oria, Guipúzcoa, 19 de abril de 1978), es un exfutbolista español que jugaba de delantero. Su último equipo fue el SD Beasáin.

## Trayectoria
Tras pasar por las categorías inferiores de la Real Sociedad y jugar con equipos modestos en el País Vasco, Brit debutó en la Primera División española con el CA Osasuna, el 15 de diciembre de 2002 (Osasuna 1-0 Espanyol). También jugó en el Ostadar S.K.T., para poner casi el punto final de su carrera, un equipo de su pueblo, en Lasarte-Oria, Guipúzcoa. Actualmente juega en un torneo, con los veteranos de la Real Sociedad.

## Clubes
| Club                  | País   | Año       |
| --------------------- | ------ | --------- |
| Real Sociedad B       | España | 1996-1998 |
| SD Beasáin            | España | 1998-1999 |
| Levante UD B          | España | 1999-2000 |
| Águilas CF            | España | 2000-2001 |
| SD Beasáin            | España | 2001-2002 |
| Osasuna B             | España | 2002-2003 |
| CA Osasuna            | España | 2002-2003 |
| SD Eibar (cedido)     | España | 2003-2004 |
| UD Salamanca (cedido) | España | 2004-2005 |
| CA Osasuna            | España | 2005-2006 |
| SD Eibar (cedido)     | España | 2006      |
| CD Numancia           | España | 2006-2009 |
| Real Unión Club       | España | 2009-2012 |
| SD Beasáin            | España | 2012-2014 |

## Estadísticas
| Temporada | Club                  | Categoría          | Liga  | Liga  | Copa  | Copa  | Europa | Europa | Total | Total |
| Temporada | Club                  | Categoría          | Part. | Goles | Part. | Goles | Part.  | Goles  | Part. | Goles |
| --------- | --------------------- | ------------------ | ----- | ----- | ----- | ----- | ------ | ------ | ----- | ----- |
| 1996/97   | Real Sociedad B       | Segunda División B |       |       | -     | -     | -      | -      |       |       |
| 1997/98   | Real Sociedad B       | Tercera División   |       |       | -     | -     | -      | -      |       |       |
| 1998/99   | SD Beasáin            | Segunda División B | 37    | 5     |       |       | -      | -      | -     | -     |
| 1999/00   | Levante UD B          | Tercera División   |       |       | -     | -     | -      | -      |       |       |
| 2000/01   | Águilas CF            | Tercera División   |       |       | -     | -     | -      | -      |       |       |
| 2001/02   | SD Beasáin            | Segunda División B | 22    | 15    |       |       | -      | -      |       |       |
| 2002/03   | CA Osasuna B          | Segunda División B | 13    | 10    | -     | -     | -      | -      | 13    | 10    |
| 2002/03   | CA Osasuna            | Primera División   | 13    | 1     | ¿?    | ¿?    | -      | -      |       |       |
| 2003/04   | SD Eibar (cedido)     | Segunda División   | 38    | 13    | ?     | ?     | -      | -      |       |       |
| 2004/05   | UD Salamanca (cedido) | Segunda División   | 39    | 16    | ?     | ?     | -      | -      |       |       |
| 2005/06   | CA Osasuna            | Primera División   | 4     | 0     | ?     | ?     | -      | -      |       |       |
| 2005/06   | SD Eibar (cedido)     | Segunda División   | 6     | 0     | -     | -     | -      | -      | 6     | 0     |
| 2006/07   | CD Numancia           | Segunda División   | 27    | 7     | ?     | ?     | -      | -      |       |       |
| 2007/08   | CD Numancia           | Segunda División   | 26    | 9     | ?     | ?     | -      | -      |       |       |
| 2008/09   | CD Numancia           | Primera División   | 31    | 3     | ?     | ?     | -      | -      |       |       |
| 2009/10   | Real Unión            | Segunda División   | 41    | 14    | ?     | ?     | -      | -      |       |       |
| 2010/11   | Real Unión            | Segunda División B | 32+2  | 13+0  |       |       | -      | -      |       |       |
| 2011/12   | Real Unión            | Segunda División B |       |       |       |       | -      | -      |       |       |

- Actualizado 21 de agosto de 2011